# Paolo Herbert
Paolo Herbert (ur. w 1895, zm. ?) – włoski bobsleista, olimpijczyk.

## Występy na IO
| Rok  | Igrzyska Olimpijskie | Konkurencja             | Wyniki     |
| 1924 | Chamonix             | czwórki/piątki mężczyzn | 6. miejsce |